# Alfred van den Heuvel

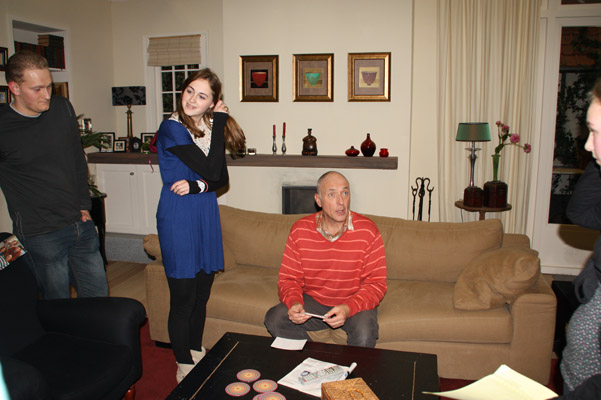
Alfred van den Heuvel bij een opname van Kinderen geen bezwaar

Alfred van den Heuvel (Amsterdam, 30 april 1953) is een Nederlands acteur en cabaretier, bekend van cabaret-optredens met Purper, rollen in verscheidene producties bij diverse theatergezelschappen in het theater en op televisie.

## Biografie en carrière
Van den Heuvel zat op de middelbare school in de klas bij Peter Römer, die hem aanraadde acteur te worden. Door het spel van Eric van der Donk tijdens zijn eerste theaterbezoek begon hij het vak van toneelspeler te ambiëren. Na de middelbare school heeft hij een jaar gewerkt als matroos bij de KNSM. In 1981 studeerde hij af aan de Toneelschool Maastricht.
Na de toneelschool kon Van den Heuvel direct terecht bij de Haagse Comedie waar hij in vijf jaar, met drie rollen per seizoen, het vak werkelijk heeft  geleerd. Via een uitstapje naar het Onafhankelijk Toneel kwam hij in 1985 bij toneelgroep Centrum terecht, waar hij met scenariste Maria Goos de voorstelling "Eeuwig Jong" maakte en de percussionist Paul Koek leerde kennen. Daarna volgde vanaf 1987 een reis langs een aantal theatergezelschappen, waaronder Fact en het door Paul Koek en Johan Simons geleide Hollandia. 
Frans Mulder, voorman van theatergezelschap Purper, veranderde in 1989 de koers van Van den Heuvels carrière; een afspraak voor twee seizoenen werd een verbintenis van tien jaar, een periode die samenviel met ongekend succes voor de groep en tournees over de hele wereld. 
Sylvia Millecam, zijn oud-klasgenote in Maastricht, introduceerde Van den Heuvel bij Ivo Niehe; die hem geschikt bevond voor het satirische radioprogramma Binnenlandse Zaken. Via De Sylvia Millecam Show, Ook dat nog!  en wat gastoptredens in lopende series vroeg Haye van der Heyden hem in 2003 auditie te doen voor de door hem bedachte comedy Kinderen geen bezwaar; dat werden 210 afleveringen over 9 seizoenen. Daarnaast had hij ook rolletjes in de films Moordwijven en Prooi van Dick Maas.
Van den Heuvel was in diverse theaterproducties te zien, zoals de musicalversie van 'Allo 'Allo! in 2010, de musical The Little Mermaid in 2012 (Stage Entertainment) en vervolgens met zijn stuk De Kleedkamer op zomerfestival De Parade. Theaterproducent Hans Cornelissen legde hem vanaf 2012 vast voor het toneelstuk Midlife!, de theaterbewerking van Kinderen geen bezwaar en de musical Heerlijk Duurt Het Langst, in regie van Paul van Ewijk. In 2016 keerde Van den Heuvel terug naar De Parade met de klucht De Dr. Pil-show.
In seizoen 2017-2018 speelde hij in de musical My Fair Lady een door de pers en publiek geprezen Kolonel Pickering (Dommelgraaf & Cornelissen).   
In mei 2018 vonden opnames plaats voor de korte film Blanco van Topkapi Films, waarin hij de rol van Bram vertolkt.
In september 2021 speelde hij samen met Erwin Nyhoff en Lisanne Dijkstra in de muziektheatervoorstelling So many roads, over de in 2011 overleden bluesmuzikant Harry Muskee.

### Persoonlijk
Van den Heuvel was getrouwd met voormalig televisieproducente Debbie de Jong van Endemol en heeft met haar twee kinderen. In 2018 ging het stel na 26 jaar uit elkaar. Daarna kreeg hij een nieuwe relatie.

## Films
- Flodder 3 (1995) - Ruud van Brandwijk
- 101 Dalmatians (1996) - Frederik & Inspecteur
- All Stars (1997) - Scheids #1
- Do Not Disturb (1999) - Huisarts
- Princesses (2000) - Juwelier in Amsterdam
- Erik of het klein insectenboek (2004) - Mijnheer van Vliesvleugel
- Moordwijven (2007) - Organisator
- Prooi (2016) - Boze klant
- Dochters (2025) - Joop

## Televisie
- Parallax (1988) - Televisieserie - Rol onbekend (afl. Uithuilen en opnieuw beginnen)
- Steil achterover (1989) - Televisieserie - Politie agent (afl. Het is een crime)
- Vrienden voor het leven (1991) - Televisieserie - Kees Veenstra (seizoen 1, afl. 6, Zwart op wit)
- In de Vlaamsche pot (1991) - Televisieserie - Inbreker (afl. Te gek)
- 12 steden, 13 ongelukken (1991) - Dramaserie - Marnix (afl. Terneuzen "Doornroosje")
- Medisch Centrum West (1992) - Televisieserie - Don van Gerwen (afl. De dader)
- Sjans (1992) - Televisieserie - Job (afl. Serenade)
- Het contract (1992) - Televisiefilm - Bandleider
- De Sylvia Millecam Show (1994) - Televisieserie - Fred Cordoba
- SamSam (1997) - Televisieserie - Kasper (afl. Regel 1: Geen regels)
- Toen was geluk heel gewoon (1998) - Televisieserie - Willem Duys (afl. 88, Miss Riool)
- Ook dat nog! (1998-2003) - Televisieprogramma - panellid
- Hij en Julia (2000) - Televisieserie - Vader van Gijs (afl. 11)
- Kees & Co (2000) - Televisieserie - Arnoud Brugman (afl. De oude vlam)
- Oponthoud in Verdun (2000) - Televisiefilm (VPRO) - Journalist
- Verkeerd verbonden (2001) - Televisieserie - Harry (afl. De ernst van Ernst)
- Sinterklaasjournaal (2002) - Televisieprogramma - Douwe Teeksma
- Kinderen geen bezwaar (2004-2013) - Televisieserie - Gerard van Doorn (210 afl.)
- Mentalisten Ontmaskerd (2010) - Televisieprogramma - Presentator
- Divorce (2016) - Televisieserie - Hotelier (seizoen 4, aflevering 4)
- Sinterklaasjournaal (2019) - Televisieprogramma - Co Hesie (aflevering 1)

## Theater
- Romeo en Julia (1983) - Haagse Comedie - Mercutio
- Fool for love (1984) - Toneelstuk - Sam Shepard, Eddie
- Bloed, geen woord van liefde (1988) - Toneelstuk FACT
- De keizer en de architect van Arrabal (1989) - Toneelstuk - De architect
- Het Interview van Hans Magnus Enzensberger (1990) - Toneelstuk Frascati i.s.m. UvA
- De Toestand in de Wereld, Southern Comfort (1990) van David Hare - toneelstuk - Stephen Andrews
- Kassandra’, Southern Comfort (1990) - Toneelstuk van Christa Wolf - Agamemnoon
- Annie M.G. de dochter van de dominee (2003) - Toneelstuk - George Groot
- 'Allo 'Allo! (2010) - Komedie - René Artois
- The Little Mermaid (2012) - Musical Stage Entertainment - Grimpsby
- Midlife! (2012-2013) - Toneelstuk Dommelgraaf & Cornelissen - Robert
- De Kleedkamer (2013) - Eenakter zomerfestival De Parade - Ger
- Waarom mannen sex willen en vrouwen liefde (2013-2014) - Toneelstuk Dommelgraaf & Cornelissen - Relatiecoach
- Kinderen geen bezwaar (2014-2015) - Komedie Dommelgraaf & Cornelissen - Gerard van Doorn
- Heerlijk Duurt Het Langst (2015-2016) - Musical DommelGraaf & Cornelissen - Kees Bloem
- De Dr. Pil-show (2016) - Farce zomerfestival De Parade - Dr. Pil
- Body Language (2016-2017) - toneelstuk DommelGraaf & Cornelissen
- My Fair Lady (2017-2018) - Kolonel Pickering
- De deur staat open! (2020) - toneelstuk, solovoorstelling in TapasTheater, hernomen in 2022
- Muskee: So Many Roads (2021) - Johan Derksen, in Assen
- West Side Story (2025-2026) - Doc